# 2504 Gaviola
A 2504 Gaviola (ideiglenes jelöléssel 1967 JO) a Naprendszer kisbolygóövében található aszteroida. Carlos Ulrrico Cesco és Arnold Richard Klemola fedezte fel 1967. május 6-án.